# Brezje pri Dobjem
Brezje pri Dobjem este o localitate din comuna Dobje, Slovenia, cu o populație de 75 de locuitori.